# Ambasada Iraku przy Stolicy Apostolskiej
Ambasada Republiki Iraku przy Stolicy Apostolskiej – misja dyplomatyczna Republiki Iraku przy Stolicy Apostolskiej. Ambasada mieści się w Rzymie.